# Еднополов брак
Еднополов брак (наричан още „гей брак“) е термин, означаващ признат от гражданското право или обществото брак между двама души от един и същ пол.
Други законови институции, наподобяващи брака, са гражданският съюз и съвместното съжителство.

## Терминология
Термините „гей брак“ и „хомосексуален брак“ понякога не са съвсем точни, тъй като единият или и двамата партньори в подобна връзка може да не са хомосексуални. Те могат да бъдат както хомосексуални, така и бисексуални, транссексуални и пр.

## История на еднополовите съюзи
В Източна Азия любовни съюзи между мъже, най-често с голяма възрастова разлика, са засвидетелствани още от древността. В Китай, и особено в южната провинция Фудзян, където мъжката любов била широко възприета, мъжете често се обвързвали с юноши чрез сложни брачни церемонии. Отново там, през династията Минг, възрастни жени се обвързват с по-млади момичета чрез церемония.
По подобен начин стояли нещата и в антична Европа. Добре известно е положителното отношение към хомосексуалните контакти в Древна Гърция. Макар данните за официално сключвани бракове да са оскъдни, с положителност може да се твърди, че в Древна Елада и Древен Рим съществувала форма на обвързване между хомосексуалните партньори.
В Древна Гърция любовната връзка между зрелия мъж (erastes) и любимия му юноша (eromenos) имала важна социална роля и церемониален характер, което я доближавало до институцията на брака (виж Педерастия). Увеличаващото се влияние на християнството обаче наложило възприемането за брака единствено като съюз между мъж и жена, с което се повишила и нетолерантността към хомосексуалните връзки.
В Северна Америка, преди заселването на европейците, са били широко разпространени еднополови съюзи, свързани с идеята за двойствения дух. Някои момчета от ранна възраст имитирали принадлежност към женския пол, с всички негови проявления и отговорности. Смятало се, че те имат двойствен дух, и се очаквало да встъпват във връзки с мъже от племето, които се отнасяли към тях, като към свои съпруги.
В Африка, сред племената азанде от Конго, и до днес е прието мъжете да се обвързват официално с младежи, за които следва да платят брачен откуп на бащите им.

## Днес
В края на XX и началото на XXI век се оформя една нарастваща тенденция за признаване на правото на граждански брак и на еднополовите двойки. Това законово признаване им предоставя широк спектър от права, като тези на съвместно социално осигуряване, наследяване, данъчно равенство и пр., недостъпни за небрачните двойки. Ограничаването на правото на брак само върху разнополовите двойки, лишава еднополовите двойки от такива правомощия, и ако първите могат сами да избират дали да сключат брак и да ги придобият, на вторите тази възможност им е отнета от закона. И макар че някои от горепосочените права, могат да бъдат подсигурени чрез други правни средства (пр. чрез договори), еднополовите двойки продължават да се сблъскват с трудности в областта на наследяването, болничните посещения и имиграцията. Липсата на законово признаване също лишава еднополовите двойки и от правото на осиновяване.
Понастоящем, пълна брачна равнопоставеност има само в няколко страни: Испания, Белгия, Нидерландия, Норвегия, Швеция, Канада, ЮАР, Португалия, Исландия, Аржентина, Дания и Франция, а от 2017 г. официално влиза в сила закон за легализиране на еднополовите бракове и във Финландия.
В САЩ, към май 2009 година, щатите Айова, Кънетикът и Масачузетс признават еднополовите бракове за законно равнопоставени. Върмонт и Мейн са приели законови промени, напълно узаконяващи еднополовите бракове от септември 2009 година. Законодателният орган на Ню Хампшър също прие подобни промени на 6 май 2009 г., но губернаторът на щата Джон Линч още не е подписал закона. В Калифорния, след съдебното узаконяване през май 2008 г. и последвалата повторна забрана чрез конституционна поправка (известна като „Proposition 8“) от ноември 2008 година, съдебните битки продължават. Очаква се през юни 2009 година Върховният съд на Калифорния да вземе решение по делото срещу законността на поправката (Конституцията на щата предвижда специфична процедура за подобни поправки, която не е спазена), както и относно законовия статут на десетките хиляди еднополови бракове, сключени в щата през 2008 година.
Любопитен прецедент представлява подходът на щата Ню Йорк, където еднополови двойки не могат да сключат брак, но се признава валидността на еднополовите бракове, сключени в други щати или държави, според чиито местни законодателства тези бракове са законни.
На федерално ниво еднополовите бракове са забранени от т. нар. „Закон за защита на брака“ (Defense of Marriage Act), приет през септември 1996 година. Поради тази причина дори жителите на щати с равнопоставеност на браковете нямат достъп до определени семейни права и привилегии, които попадат под юрисдикцията на федералните власти (напр. пенсионно осигуряване, имиграционни въпроси и други).
На 26 юни 2015 година Върховният съд в САЩ обявява еднополовите бракове за законно право във всичките 50 щата.
В края на 2004 г. британският парламент прие закон за гражданските съюзи, който влезе в сила от 2005 г. и разрешава на еднополовите двойки да се регистрират официално като такива.
Дори и в държавите, където еднополовите връзки не са легално признати, много еднополови двойки си организират брачни церемонии (още наричани церемонии по обвързване), за да декларират и отпразнуват своето обвързване пред обществото. Тези церемонии нямат законова валидност и не водят до изменения в законовия статут на двойките.

## Обосновка
Поддръжниците на еднополовите бракове изтъкват редица причини, поради които е наложително правото на законно обвързване да бъде гарантирано и на не-хетеросексуалните двойки. Първата и основна причина е дискриминацията. Фактът, че определени права (в случая правото на брак и произтичащите от него права) се дават или отказват само на една категория граждани е проява на дискриминация. Това довежда до неравностойно положение на някои хора, основано единствено на тяхната сексуалност. В САЩ, например, се посочват 1049 законови норми, които дават определени права, правомощия и привилегии въз основа на брачния статус. Сред тях са (изброяването е неизчерпателно):
- право на болнични посещения на член от семейството
- право на решение за медицински интервенции спрямо партньора
- право на предявяване на граждански искове за увреждане или смърт на партньора
- право на социални осигуровки, право на обезщетения при смърт на партньора
- право на здравна застраховка и застраховка живот от и за партньора
- право на прехвърляне на имущество между партньори, без да се плаща данък
- право на обща собственост
- съвместни родителски права и задължения спрямо децата – на издръжка, на училищен контрол и пр.
- право на законно пребиваване в страната на партньора
- право на семейни намаления за клубни и организационни такси, промоционални цени на стоки и др.

## Списък на държавите с еднополови бракове
- Нидерландия от 1 април 2001 г.
- Белгия от 1 юни 2003 г.
- Испания от 3 юли 2005 г.
- Канада от 20 юли 2005 г.
- ЮАР от 30 ноември 2006 г.
- Норвегия от 1 януари 2009 г.
- Швеция от 1 май 2009 г.
- Португалия от 5 юни 2010 г.
- Исландия от 27 юни 2010 г.
- Аржентина от 22 юли 2010 г.
- Дания от 15 юни 2012 г.
- Бразилия от 16 май 2013 г.
- Франция от 18 май 2013 г.
- Уругвай от 5 август 2013 г.
- Нова Зеландия от 19 август 2013 г.
- Люксембург от 1 януари 2015 г.
- САЩ от 26 юни 2015 г.
- Ирландия от 16 ноември 2015 г.
- Колумбия от 28 април 2016 г.
- Финландия от 1 март 2017 г.
- Малта от 1 септември 2017 г.
- Германия от 1 октомври 2017 г.
- Австралия от 9 декември 2017 г.
- Австрия от 1 януари 2019 г.
- Тайван от 24 май 2019 г.
- Еквадор от 8 юли 2019 г.
- Великобритания от 13 януари 2020 г.
- Коста Рика от 26 май 2020 г.
- Чили от 10 март 2022 г.
- Швейцария от 1 юли 2022 г.
- Словения от 8 юли 2022 г.
- Куба от 27 септември 2022 г.
- Мексико от 31 декември 2022 г.
- Андора от 17 февруари 2023 г.
- Естония от 1 януари 2024 г.
- Гърция от 16 февруари 2024 г.
- Лихтенщайн от 1 януари 2025 г.
- Тайланд от 23 януари 2025 г.

## Избран списък на обществени личности сключили еднополов брак
- Ксавие Бетел – кмет, министър-председател на Люксембург;
- Йохана Сигурдардотир – профсъюзен организатор, депутат, министър, лидер на пратия, първата жена министър-председател на Исландия;
- Синтия Никсън – актриса от САЩ, получила популярността си от филма Сексът и градът, носителка на наградите Еми, Грами и Тони.
- Елтън Джон – певец, пианист, композитор, текстописец от Обединено кралство Великобритания и Северна Ирландия, носител на наградите Грами и Оскар, носител на рицарското звание сър.
- Джордж Такеи – актьор от САЩ участвал във филмите Стар Трек, Герои, Хавай 5-0 и други.
- Роузи О'Донъл – актриса и телевизионна водеща от САЩ участвала във филмите Безсъници в Сиатъл, Семейство Флинстоун, Клъцни/Срежи, Паднала от небето и други.
- Брент Евърет – гей порно актьор и режисьор от Канада, популярен с участията си в много гей порно филми, носител на различни награди в гей порно индустрията.
- Джоди Фостър – актриса от САЩ известна с ролите си във филмите Шофьор на такси, Мълчанието на агнетата, Контакт, Анна и кралят, Другата в мен и много други, носителка на наградите Оскар, Златен глобус, БАФТА.
- Грег Луганис – спортист по скокове във вода и треньор от САЩ, многократен олимпийски и световен шампион.
- Порша де Роси – модел, актриса и филантроп от Австралия, известна с ролите си във филмите Али Макбийл, Развитие в застой, Клъцни/Срежи, Писък 2 и други.
- Елън Дедженеръс – комик, актриса, телевизионна водеща, писател и продуцент от САЩ, носителка на наградата Еми.
- Нийл Патрик Харис – актьор, певец, илюзионист, продуцент и режисьор от САЩ, участвал във филмите Почти идеално, Звездни рейнджъри, Смърфовете, Как се запознах с майка ви, Уил и Грейс, Клуб Веселие и много други.
- Дейвид Бъртка – актьор, певец, телевизионен репортер, предприемач от САЩ, участвал във филмите От местопрестъплението: Ню Йорк, Западното крило, Как се запознах с майка ви и други.
- Рики Мартин – певец и актьор от Пуерто Рико, носител на наградата Грами.
- Джуан Йосеф – художник от Сирия и Швеция.
- Джим Парсънс – актьор от САЩ, известен с участието си във филма Теория за големия взрив, носител на наградите Златен глобус и Еми.
- Тод Спивак – филмов продуцент от САЩ.
- Кайл Дийн Маси – актьор и певец от САЩ.
- Тейлър Фрей – актьор от САЩ.
- Роби Роджърс – футболист, филмов продуцент и актьор от САЩ.
- Грег Берланти – писател, сценарист, филмов продуцент и режисьор от САЩ.
- Колтън Хейнс – актьор, модел и певец от САЩ, участвал във филмите Трансформърс, От местопрестъплението: Маями, Младият върколак и Стрелата.
- Джеф Латам – актьор от САЩ.
- Том Дейли – спортист по скокове във вода от Обединено кралство Великобритания и Северна Ирландия, носител на медали от олимпийски игри и световни първенства.
- Дъстин Ланс Блек – сценарист, режисьор и продуцент от САЩ.
- Мат Далас – актьор от САЩ.
- Блу Хамилтън – музикален продуцент от САЩ.
- Мат Бомър – актьор, продуцент, режисьор и певец от САЩ.
- Орландо Крус – боксьор от Пуерто Рико.
- Али Крийгер – футболистка от САЩ.
- Ашлин Харис – футболистка от САЩ.
- Мартина Навратилова – тенисистка и треньор от бивша Чехословакия и САЩ, многократен победител в най-престижните и известни първенства, като Голям шлем, Уимбълдън и др., носител на много рекорди.
- Саманта Фокс – модел, певица и актриса от Обединено кралство Великобритания и Северна Ирландия.
- Стефанос Каселакис - политик, лидер на партия СИРИЗА от Гърция.